# Time for the Moon Night
Time for the Moon Night là mini album thứ sáu của nhóm nhạc nữ Hàn Quốc GFriend. Nó được phát hành vào ngày 30 tháng 4 năm 2018, thông qua Source Music và được phân phối bởi Kakao M. Album có tổng cộng 8 bài hát, bao gồm bài hát chủ đề cùng tên và một bản nhạc không lời.
"Time for the Moon Night" được sản xuất bởi No Joo-hwan và Lee Won-jong, đây là bài hát chủ đề đầu tiên của GFriend không được sản xuất bởi bộ đôi nhà sản xuất Iggy và Youngbae.

## Bối cảnh và phát hành
Time for the Moon Night mang một màu sắc đa cảm và mơ mộng hơn so với các album trước của GFriend. Theo thành viên Umji, nhóm muốn "thiết lập một hướng đi mới để sản xuất âm nhạc kích thích tư duy và tình cảm".
"Love Bug" là một bài hát có nhịp điệu sôi động với âm thanh retro jazz, "Flower Garden" là một bản retro synth-pop và "Tik Tik" có âm thanh vui nhộn với giai điệu nu-disco. "Bye" là một bản pop ballad và "You Are My Star" là một bài hát tình cảm được viết dành cho người hâm mộ của GFriend.

## Danh sách bài hát
| STT              | Nhan đề                                                | Phổ lời          | Phổ nhạc                           | Sản xuất                 | Thời lượng |
| ---------------- | ------------------------------------------------------ | ---------------- | ---------------------------------- | ------------------------ | ---------- |
| 1.               | "Intro (Daytime)"                                      |                  | No Joo-hwan                        | No Joo-hwan Kim Ba-ro    | 1:00       |
| 2.               | "Time for the Moon Night" (tiếng Hàn: 밤; Romaja: Bam) | No Joo-hwan      | No Joo-hwan Lee Won-jong           | No Joo-hwan Lee Won-jong | 3:46       |
| 3.               | "Love Bug"                                             | Seo Ji-eum       | David Amber Andy Love Ryan S. Jhun |                          | 3:42       |
| 4.               | "Flower Garden" (휘리휘리; Hwirihwiri)                 | Mio              | Mio                                | Mio                      | 3:15       |
| 5.               | "Tik Tik" (틱틱)                                       | Iggy Youngbae    | Iggy Youngbae                      | Iggy Youngbae            | 2:59       |
| 6.               | "Bye"                                                  | No Joo-hwan      | No Joo-hwan Kim Ye-il Sophia Pae   | No Joo-hwan              | 4:54       |
| 7.               | "You Are My Star" (별; Byeol)                          | Lee Shin-seong   | ZigZag Note                        | ZigZag Note              | 3:15       |
| 8.               | "Time for the Moon Night" (phiên bản nhạc không lời)   |                  | No Joo-hwan Lee Won-jong           | No Joo-hwan Lee Won-jong | 3:47       |
| Tổng thời lượng: | Tổng thời lượng:                                       | Tổng thời lượng: | Tổng thời lượng:                   | Tổng thời lượng:         | 26:50      |

## Nhân sự
Thông tin được trích từ các ghi chú của album.
Địa điểm
- Thu âm tại VIBE Studio (bài 1–2, 4–7)
- Thu âm tại In Grid Studio (bài 3)
- Thu âm tại Velvet Studio (bài 1–2, 4, 6, 8)
- Thu âm tại T Studio (bài 2, 8)
- Phối nhạc tại KoKo Sound Studio
- Phối nhạc tại In Grid Studio
- Phối nhạc tại Cube Studio
- Phối nhạc tại J's Atelier Studio
- Phối nhạc tại W Sound
- Phối nhạc tại Antenna Studio
- Hoàn chỉnh âm thanh tại 821 Sound Mastering

Giọng hát
- Yoon Bit-nara – hát đệm (bài 2)
- Lee Dan-bi – hát đệm (bài 2)
- Lee Won-jong – hát đệm (bài 2)
- Yuju – hát đệm (bài 3)
- Kim So–-ri – hát đệm (bài 4–5, 7)
- Lee Ji-won – hát đệm (bài 4)
- Sophia Pae – hát đệm (bài 6)

Kỹ thuật (không bao gồm các bài hát và nhà sản xuất được hiển thị trong danh sách bài hát ở trên)
- Kim Ba-ro – biên khúc (bài 1), sắp xếp dây đàn (bài 1–2, 8)
- No Ju-hwan – lập trình (bài 1–2, 8), piano (bài 2, 6, 8), keyboard (bài 1), biên khúc (bài 1, 6)
- Ryu Hyeon-woo – guitar (bài 1–2, 5–8)
- Jeong-jin – phối nhạc (bài 1)
- Lee Sang-deok – thu âm (bài 1–2, 4, 6, 8)
- Kwak Jeong-shin – thu âm (bài 1–2, 4–7)
- Jung Mo-yeon – thu âm (bài 4–7), trợ lý thu âm (bài 1–2), chỉnh sửa kỹ thuật số (bài 3)
- Yoong String – dây đàn (bài 1–2, 4, 6, 8)
- Kim Ye-il – bass guitar (bài 2, 4, 6, 8), biên khúc (bài 6)
- Lee Won-jong – lập trình (bài 2, 8)
- Jung Dong-yoon – trống (bài 2, 8)
- Go Hyeon-jung – phối nhạc (bài 2, 8)
- Kim Joon-sang – trợ lý phối nhạc (bài 2, 8)
- Jun Jin – trợ lý phối nhạc (bài 2, 8)
- Jung Gi-woon – trợ lý phối nhạc (bài 2, 8)
- Oh Sung-geun – thu âm (bài 2, 8)
- Baek Kyung-hoon – trợ lý thu âm (bài 2, 8)
- Ryan S. Jhun – giám đốc thanh nhạc (bài 3)
- Jung Eun-kyung – thu âm, phối nhạc (bài 3)
- Woo Min-jung – trợ lý thu âm (bài 3)
- Kwon Seok-hong – sắp xếp dây đàn (bài 4)
- Young – guitar (bài 4)
- Jo-ssi Ajeossi – phối nhạc (bài 4–5, 7)
- Seo Yong-bae – lập trình trống (bài 5, 7)
- Iggy – piano, keyboard (bài 5, 7)
- Sin Min – sắp xếp dây đàn (bài 6)
- Ha Hyung-joo – trống (bài 6)
- Ji Seung-nam – phối nhạc (bài 6)

## Bảng xếp hạng

### Bảng xếp hạng hàng tuần
| Bảng xếp hạng (2018)              | Vị trí cao nhất |
| --------------------------------- | --------------- |
| Nhật Bản (Oricon)                 | 63              |
| Album Hàn Quốc (Gaon)             | 1               |
| Album thế giới Hoa Kỳ (Billboard) | 6               |

### Bảng xếp hạng cuối năm
| Bảng xếp hạng         | Vị trí cao nhất |
| --------------------- | --------------- |
| Album Hàn Quốc (Gaon) | 55              |

## Doanh số
| Quốc gia          | Doanh số |
| ----------------- | -------- |
| Hàn Quốc (Gaon)   | 84,313+  |
| Nhật Bản (Oricon) | 1,170+   |

## Giải thưởng
GFriend đã chứng tỏ sức ảnh hưởng của nhóm bằng cách phá vỡ các kỷ lục của các bảng xếp hạng âm nhạc.
Bài hát chủ đề, "Time for the Moon Night" chính thức được vinh danh là bài hát đầu tiên và duy nhất giành được giải thưởng lớn nhất trong năm 2018, sau khi liên tiếp đạt được 6 chiến thắng trên chương trình âm nhạc. Nhóm cũng đang được chú ý nhiều hơn khi thứ hạng của bài hát bắt đầu tăng dần trên mọi bảng xếp hạng âm nhạc.
Hơn hết, sau khi chương trình biểu diễn của "Time for the Moon Night" được phát sóng trên mọi chương trình âm nhạc, nó đã nhận được rất nhiều sự hưởng ứng nồng nhiệt. Đó là kết quả trực tiếp giúp thứ hạng bảng xếp hạng âm nhạc của họ tăng đều đặn khi nhóm có thể vượt qua các bài hát vững chắc của các nghệ sĩ đứng đầu bảng xếp hạng mạnh mẽ như Twice, School Rapper 2, Melomance và iKon và những nghệ sĩ khác.
| ‡ | Biểu thị cho chương trình âm nhạc all-kill hoặc grandslam: chiến thắng tất cả các chương trình âm nhạc trong cả tuần liên tiếp. |

| Tên chương trình | Kênh      | Ngày phát sóng     | Nguồn  |
| ---------------- | --------- | ------------------ | ------ |
| The Show         | SBS MTV   | ‡ 8 tháng 5, 2018  | [ 12 ] |
| Show Champion    | MBC Music | ‡ 9 tháng 5, 2018  | [ 12 ] |
| Show Champion    | MBC Music | 16 tháng 5, 2018   | [ 12 ] |
| M Countdown      | Mnet      | ‡ 10 tháng 5, 2018 | [ 12 ] |
| Music Bank       | KBS       | ‡ 11 tháng 5, 2018 | [ 12 ] |
| Music Bank       | KBS       | 18 tháng 5, 2018   | [ 12 ] |
| Show! Music Core | MBC       | ‡ 12 tháng 5, 2018 | [ 12 ] |
| Show! Music Core | MBC       | 19 tháng 5, 2018   | [ 12 ] |
| Inkigayo         | SBS       | ‡ 13 tháng 5, 2018 | [ 12 ] |
| Inkigayo         | SBS       | 20 tháng 5, 2018   | [ 12 ] |

| Phê bình/Xuất bản | Danh sách                                            | Vị trí | Nguồn  |
| ----------------- | ---------------------------------------------------- | ------ | ------ |
| KultScene         | 25 K-pop Sidetracks của năm 2018 (với Flower Garden) | 16     | [ 13 ] |

| Năm  | Giải thưởng                  | Hạng mục                                                  | Kết quả   | Nguồn         |
| ---- | ---------------------------- | --------------------------------------------------------- | --------- | ------------- |
| 2019 | Gaon Chart Music Awards      | Người biểu diễn của năm (nhạc cụ)                         | Đoạt giải | [ 12 ]        |
| 2019 | Gaon Chart Music Awards      | Bài hát của năm – Tháng 4                                 | Đề cử     | [ 12 ]        |
| 2019 | Golden Disk Awards           | Bonsang kỹ thuật số                                       | Đề cử     |               |
| 2018 | Melon Music Awards           | Video âm nhạc xuất sắc nhất                               | Đoạt giải | [ 14 ]        |
| 2018 | Melon Music Awards           | Bài hát của năm                                           | Đoạt giải | [ 14 ]        |
| 2019 | Seoul Music Awards           | Màn biểu diễn vũ đạo xuất sắc nhất                        | Đoạt giải |               |
| 2018 | Simply Kpop Year-End Special | Nghệ sĩ nổi bật nhất của năm                              | Đoạt giải | [ 15 ]        |
| 2019 | ATKP x Idol Champ Awards     | Khoảnh khắc biểu diễn vũ đạo roller coaster xuất sắc nhất | Đoạt giải | [ 16 ] [ 17 ] |
| 2019 | ATKP x Idol Champ Awards     | Khoảnh khắc biểu diễn vũ đạo tốc độ 2x xuất sắc nhất      |           | [ 16 ] [ 17 ] |